# Rüdiger Funiok
Rüdiger Funiok (* 26. März 1942 in Karwin, Landkreis Teschen) ist ein deutscher Kommunikationswissenschaftler, Medienethiker und Medienpädagoge.

## Leben
Rüdiger Funiok trat 1962 in den Jesuitenorden ein. Von 1964 bis 1967 studierte er in München Philosophie. Im Anschluss absolvierte er ein zweijähriges Erzieherpraktikum und studierte Pädagogik in Nürnberg, anschließend Theologie in Frankfurt am Main. 1980 promovierte er in Pädagogik an der Ludwig-Maximilians-Universität München. Seit 1981 war Rüdiger Funiok als Lehrbeauftragter an der Hochschule für Philosophie München tätig. Als Dozent arbeitete er ab 1984 an der Hochschule für Philosophie. 1987 wurde er zum Leiter des Instituts für Kommunikation und Medien (IKM) berufen, dem späteren Institut für Kommunikationswissenschaft und Erwachsenenpädagogik (IKE) der Hochschule.
1992 schloss er seine Habilitationsschrift über didaktische Leitideen zur Computerbildung ab. Seit 1992 hatte er die Professor für Pädagogik und Kommunikationswissenschaft inne. Im März 2010 wurde er emeritiert.

## Werk
Rüdiger Funiok hat mehr als 50 Werke veröffentlicht, darunter 40 Beiträge sowie mehrere Standardwerke als Autor oder Herausgeber. Seine Arbeitsschwerpunkte sind – von einer verantwortungsethischen Perspektive auf Medien – die Ethik von Journalisten und PR-Managern, Publikumsethik und Konsumentenfreiheit. Ferner Werteerziehung in der Schule, pädagogische Mediennutzung, sozialpädagogische Berufsethik, Ethik und qualitative Forschung, spirituelle Lebenspraxis in der Medienwelt, Mediennutzungsprofile von Jesuiten, Kirche und Medien, Spielen im Cyberspace, ältere Menschen und Kommunikationstechnik.

## Mitarbeit in Vereinen und Verbänden
- Deutsche Gesellschaft für Publizistik- und Kommunikationswissenschaft
- Deutsche Gesellschaft für Erziehungswissenschaft
- Mitbegründer des Netzwerks Medienethik[1]

## Veröffentlichungen (Auswahl)
- Rüdiger Funiok/Harald Schöndorf (Hrsg.); Ignatius von Loyola und die Pädagogik der Jesuiten: ein Modell für Schule und Persönlichkeitsbildung / Frankfurt am Main : Peter Lang Edition, 2017, ISBN 978-3-631-72935-9
- Rüdiger Funiok: Medienethik: Verantwortung in der Mediengesellschaft. 2., durchges. und aktualisierte Aufl., Stuttgart : Kohlhammer, 2011, ISBN 978-3-17-021825-3
- Rüdiger Funiok / Manuela Pietraß (Hrsg.): Mensch und Medien: philosophische und sozialwissenschaftliche Perspektiven. Wiesbaden: VS, Verl. für Sozialwiss. 2010, ISBN 978-3-531-16873-9
- Bernhard Debatin / Rüdiger Funiok (Hrsg.): Kommunikations- und Medienethik. Konstanz: UVK-Verl.-Ges. 2003, ISBN 978-3-89669-371-6
- Rüdiger Funiok (2001): Und am Ende die Moral? Verantwortliche Programmplanung und autonome Mediennutzung sind mehr als schöne Ziele. In: Mensch & Medien. Pädagogische Konzepte für eine humane Mediengesellschaft, Bielefeld: Gesellschaft für Medienpädagogik und Kommunikationskultur, S. 102–109.
- Rüdiger Funiok / Harald Schöndorf (Hrsg.): Ignatius von Loyola und die Pädagogik der Jesuiten: ein Modell für Schule und Persönlichkeitsbildung. Donauwörth: Auer 2000, ISBN 978-3-403-03225-0
- Rüdiger Funiok (1998): "Ich fange erst gar nicht an, mich damit zu beschäftigen". Schwierigkeiten und Wünsche älterer Menschen gegenüber der Kommunikationstechnik – eine generationsspezifische Fallstudie. In: H. Faulstich-Wieland/E. Nuissl/H. Siebert/J. Weinberg (Hrsg.) Literatur- und Forschungsreport Weiterbildung, Frankfurt a. M.: DIE, S. 63–72.
- Rüdiger Funiok: Didaktische Leitideen zur Computerbildung: Zielsetzungen und Kriterien einer allgemeinen Computernutzungs-Kompetenz als Anregungen für Medienpädagogik, technische Allgemeinbildung und informationstechnische Grundbildung. München, Wien: Profil 1993. Zugl.: Regensburg, Univ., Habil.-Schr., 1992. ISBN 978-3-89019-321-2